# Synd for dig
Synd for dig è un brano musicale della cantante danese Medina, estratto come secondo singolo dal suo quarto album For altid. È stato pubblicato il 19 settembre 2011, in concomitanza con l'album, dall'etichetta discografica EMI Music. Il singolo è stato prodotto dalla squadra di produttori Providers.
Synd for dig è entrato alla ventitreesima posizione della classifica danese ed è salito direttamente alla prima la settimana successiva, restando alla vetta per una settimane. In totale ha trascorso dodici settimane in classifica.

## Tracce
Download digitale
1. Synd for dig - 3:29

## Classifiche
| Classifica (2011) | Posizione massima |
| ----------------- | ----------------- |
| Danimarca         | 1                 |

### Classifiche di fine anno
| Classifica (2011) | Posizione |
| ----------------- | --------- |
| Danimarca         | 31        |